# Danh sách bàn thắng quốc tế của Harry Kane

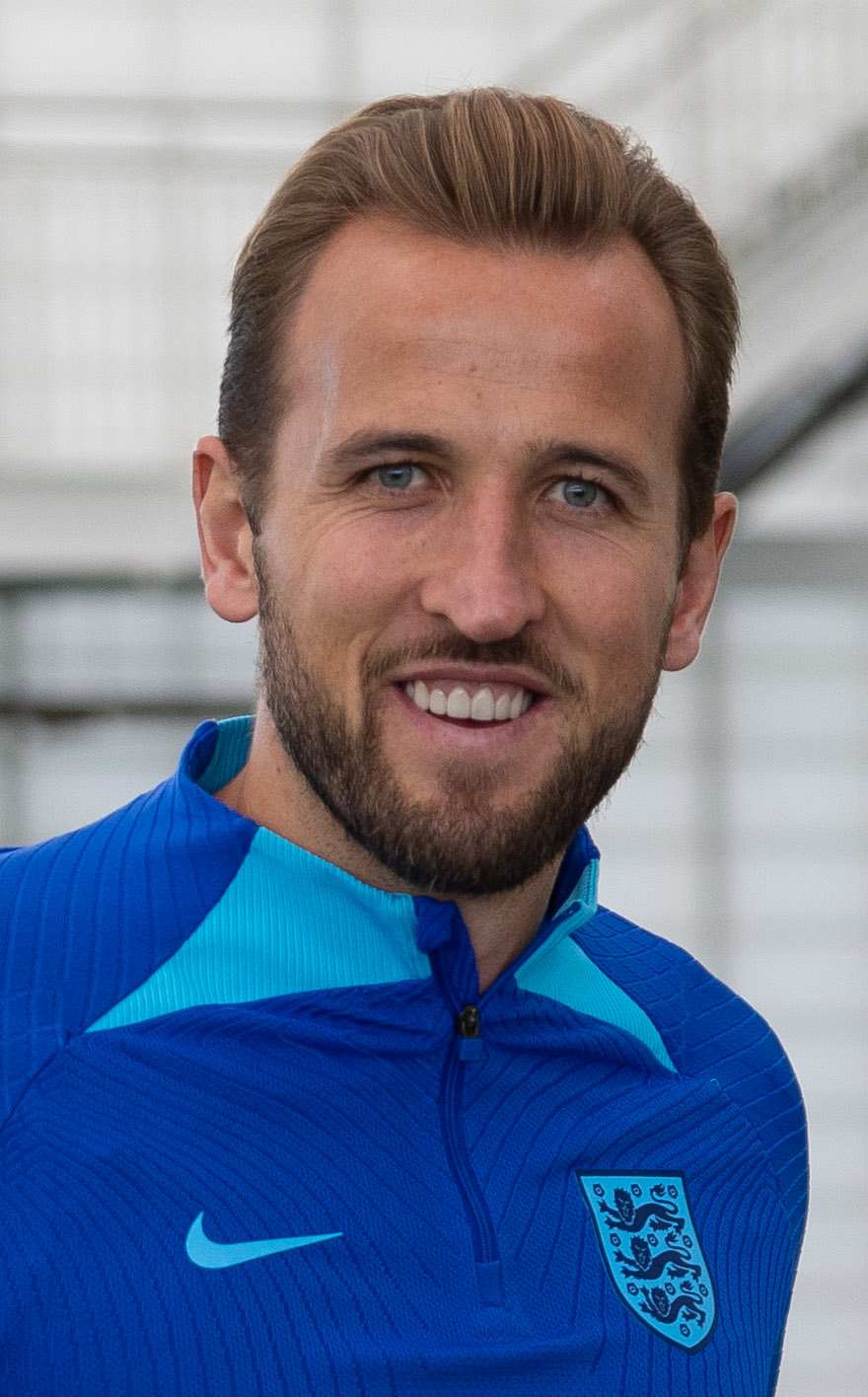
Kane đã ghi 69 bàn thắng quốc tế kể từ khi ra mắt cho đội tuyển Anh vào năm 2015.

Harry Kane là một cầu thủ bóng đá chuyên nghiệp người Anh hiện đang đại diện cho Đội tuyển bóng đá quốc gia Anh, ở vị trí tiền đạo kể từ khi ra mắt vào năm 2015. Kể từ đó, Kane đã ghi 69 bàn sau 103 lần ra sân quốc tế, giúp anh trở thành cầu thủ ghi bàn hàng đầu mọi thời đại của đất nước và là đội trưởng của đội tuyển Anh từ năm 2018. Kane đã vượt qua cầu thủ ghi bàn hàng đầu mọi thời đại thứ hai của đội tuyển Anh, Bobby Charlton (49) vào ngày 7 tháng 6 năm 2022 với quả phạt đền trước đội tuyển Đức, đã cân bằng 3 tháng trước với Thụy Sĩ; cũng từ chấm phạt đền. Anh đã cân bằng kỷ lục 53 bàn của Wayne Rooney vào ngày 11 tháng 12 năm 2022 tại Giải vô địch bóng đá thế giới 2022 ở trận tứ kết gặp Pháp bằng một quả phạt đền ở phút 54, và vượt qua nó ở một trận đấu thuộc khuôn khổ Vòng loại giải vô địch bóng đá châu Âu 2024 gặp Ý vào ngày 24 tháng 3 năm 2023 nhờ một quả phạt đền ở phút thứ 44. Kane có trận ra mắt quốc tế cho đội tuyển Anh trong chiến thắng 4–0 trên sân nhà trước Litva, khi vào sân thay cho Wayne Rooney trong hiệp 2, rồi ghi bàn chỉ 80 giây sau đó.
Vào ngày 24 tháng 6 năm 2018, Kane lập cú hat-trick đầu tiên của riêng mình cho đội tuyển Anh, trong chiến thắng 6-1 trước Panama tại FIFA World Cup 2018, đó là chiến thắng với cách biệt cao nhất từ trước đến nay của Anh tại FIFA World Cup. Với ba bàn thắng vào lưới Panama, Kane trở thành cầu thủ Anh thứ ba ghi được hat-trick trong một kỳ World Cup, sau Geoff Hurst vào lưới Tây Đức ở Trận chung kết Giải vô địch bóng đá thế giới 1966 và Gary Lineker đấu với Ba Lan năm 1986. Anh đã lập được 5 cú hat-trick quốc tế, và một lần, anh lập một cú poker trong chiến thắng 10–0 của Anh trước San Marino, trận thắng đậm nhất của họ trên sân khách trong lịch sử của đội.
Kane đã chơi cho đội tuyển Anh trong các chiến dịch vòng loại của mọi kỳ World Cup và Euro kể từ Giải vô địch bóng đá châu Âu 2016, nơi anh ghi 3 bàn sau 4 trận, mặc dù bị loại sớm bởi Iceland. Kane đã đại diện cho đội bóng của mình tại Giải vô địch bóng đá thế giới 2018, nơi anh ghi được 6 bàn thắng và giành được Chiếc giày Vàng. Tại Giải vô địch bóng đá châu Âu 2020, Kane đã ghi bốn bàn, trong đó có bàn thắng quyết định vào lưới Đan Mạch trong trận bán kết, khi Anh lọt vào trận chung kết quốc tế đầu tiên kể từ năm 1966.

## Bàn thắng
Tính đến 17 tháng 11 năm 2024
Tỷ số và kết quả liệt kê bàn thắng đầu tiên của Anh, cột điểm cho biết điểm số sau mỗi bàn thắng của Kane.
| #  | Thời gian            | Địa điểm                                                | TĐQT | Đối thủ              | Ghi bàn | Kết quả               | Giải đấu                      | Ref.   |
| -- | -------------------- | ------------------------------------------------------- | ---- | -------------------- | ------- | --------------------- | ----------------------------- | ------ |
| 1  | 27 tháng 3 năm 2015  | Sân vận động Wembley, London, Anh                       | 1    | Litva                | 4–0     | 4–0                   | Vòng loại UEFA Euro 2016      | [ 15 ] |
| 2  | 5 tháng 9 năm 2015   | Sân vận động San Marino, Serravalle, San Marino         | 3    | San Marino           | 5–0     | 6–0                   | Vòng loại UEFA Euro 2016      | [ 16 ] |
| 3  | 8 tháng 9 năm 2015   | Sân vận động Wembley, London, Anh                       | 4    | Thụy Sĩ              | 1–0     | 2–0                   | Vòng loại UEFA Euro 2016      | [ 17 ] |
| 4  | 26 tháng 3 năm 2016  | Sân vận động Olympic, Berlin, Đức                       | 9    | Đức                  | 1–2     | 3–2                   | Giao hữu                      | [ 18 ] |
| 5  | 22 tháng 5 năm 2016  | Sân vận động Thành phố Manchester, Manchester, Anh      | 11   | Thổ Nhĩ Kỳ           | 1–0     | 2–1                   | Giao hữu                      | [ 19 ] |
| 6  | 10 tháng 6 năm 2017  | Hampden Park, Glasgow, Scotland                         | 18   | Scotland             | 2–2     | 2–2                   | Vòng loại FIFA World Cup 2018 | [ 20 ] |
| 7  | 13 tháng 6 năm 2017  | Stade de France, Saint-Denis, Pháp                      | 19   | Pháp                 | 1–0     | 2–3                   | Giao hữu                      | [ 21 ] |
| 8  | 13 tháng 6 năm 2017  | Stade de France, Saint-Denis, Pháp                      | 19   | Pháp                 | 2–2     | 2–3                   | Giao hữu                      | [ 21 ] |
| 9  | 1 tháng 9 năm 2017   | Sân vận động Quốc gia, Ta' Qali, Malta                  | 20   | Malta                | 1–0     | 4–0                   | Vòng loại FIFA World Cup 2018 | [ 22 ] |
| 10 | 1 tháng 9 năm 2017   | Sân vận động Quốc gia, Ta' Qali, Malta                  | 20   | Malta                | 4–0     | 4–0                   | Vòng loại FIFA World Cup 2018 | [ 22 ] |
| 11 | 5 tháng 10 năm 2017  | Sân vận động Wembley, London, Anh                       | 22   | Slovenia             | 1–0     | 1–0                   | Vòng loại FIFA World Cup 2018 | [ 23 ] |
| 12 | 8 tháng 10 năm 2017  | Sân vận động LFF, Vilnius, Litva                        | 23   | Litva                | 1–0     | 1–0                   | Vòng loại FIFA World Cup 2018 | [ 24 ] |
| 13 | 2 tháng 6 năm 2018   | Sân vận động Wembley, London, Anh                       | 24   | Nigeria              | 2–0     | 2–1                   | Giao hữu                      | [ 25 ] |
| 14 | 18 tháng 6 năm 2018  | Volgograd Arena, Volgograd, Nga                         | 25   | Tunisia              | 1–0     | 2–1                   | FIFA World Cup 2018           | [ 26 ] |
| 15 | 18 tháng 6 năm 2018  | Volgograd Arena, Volgograd, Nga                         | 25   | Tunisia              | 2–1     | 2–1                   | FIFA World Cup 2018           | [ 26 ] |
| 16 | 24 tháng 6 năm 2018  | Sân vận động Nizhny Novgorod, Nizhny Novgorod, Nga      | 26   | Panama               | 2–0     | 6–1                   | FIFA World Cup 2018           | [ 27 ] |
| 17 | 24 tháng 6 năm 2018  | Sân vận động Nizhny Novgorod, Nizhny Novgorod, Nga      | 26   | Panama               | 5–0     | 6–1                   | FIFA World Cup 2018           | [ 27 ] |
| 18 | 24 tháng 6 năm 2018  | Sân vận động Nizhny Novgorod, Nizhny Novgorod, Nga      | 26   | Panama               | 6–0     | 6–1                   | FIFA World Cup 2018           | [ 27 ] |
| 19 | 3 tháng 7 năm 2018   | Otkritie Arena, Moskva, Nga                             | 27   | Colombia             | 1–0     | 1–1 (s.h.p.), (4–3 p) | FIFA World Cup 2018           | [ 28 ] |
| 20 | 18 tháng 11 năm 2018 | Sân vận động Wembley, London, Anh                       | 35   | Croatia              | 2–1     | 2–1                   | UEFA Nations League 2018–19   | [ 29 ] |
| 21 | 22 tháng 3 năm 2019  | Sân vận động Wembley, London, Anh                       | 36   | Cộng hòa Séc         | 2–0     | 5–0                   | Vòng loại UEFA Euro 2020      | [ 30 ] |
| 22 | 25 tháng 3 năm 2019  | Sân vận động Thành phố Podgorica, Podgorica, Montenegro | 37   | Montenegro           | 4–1     | 5–1                   | Vòng loại UEFA Euro 2020      | [ 31 ] |
| 23 | 7 tháng 9 năm 2019   | Sân vận động Wembley, London, Anh                       | 40   | Bulgaria             | 1–0     | 4–0                   | Vòng loại UEFA Euro 2020      | [ 32 ] |
| 24 | 7 tháng 9 năm 2019   | Sân vận động Wembley, London, Anh                       | 40   | Bulgaria             | 2–0     | 4–0                   | Vòng loại UEFA Euro 2020      | [ 32 ] |
| 25 | 7 tháng 9 năm 2019   | Sân vận động Wembley, London, Anh                       | 40   | Bulgaria             | 4–0     | 4–0                   | Vòng loại UEFA Euro 2020      | [ 32 ] |
| 26 | 10 tháng 9 năm 2019  | Sân vận động St Mary, Southampton, Anh                  | 41   | Kosovo               | 2–1     | 5–3                   | Vòng loại UEFA Euro 2020      | [ 33 ] |
| 27 | 11 tháng 10 năm 2019 | Sân vận động Sinobo, Praha, Cộng hòa Séc                | 42   | Cộng hòa Séc         | 1–0     | 1–2                   | Vòng loại UEFA Euro 2020      | [ 34 ] |
| 28 | 14 tháng 10 năm 2019 | Sân vận động Quốc gia Vasil Levski, Sofia, Bulgaria     | 43   | Bulgaria             | 6–0     | 6–0                   | Vòng loại UEFA Euro 2020      | [ 35 ] |
| 29 | 14 tháng 11 năm 2019 | Sân vận động Wembley, London, Anh                       | 44   | Montenegro           | 2–0     | 7–0                   | Vòng loại UEFA Euro 2020      | [ 36 ] |
| 30 | 14 tháng 11 năm 2019 | Sân vận động Wembley, London, Anh                       | 44   | Montenegro           | 3–0     | 7–0                   | Vòng loại UEFA Euro 2020      | [ 36 ] |
| 31 | 14 tháng 11 năm 2019 | Sân vận động Wembley, London, Anh                       | 44   | Montenegro           | 5–0     | 7–0                   | Vòng loại UEFA Euro 2020      | [ 36 ] |
| 32 | 17 tháng 11 năm 2019 | Sân vận động Fadil Vokrri, Pristina, Kosovo             | 45   | Kosovo               | 2–0     | 4–0                   | Vòng loại UEFA Euro 2020      | [ 37 ] |
| 33 | 28 tháng 3 năm 2021  | Arena Kombëtare, Tirana, Albania                        | 52   | Albania              | 1–0     | 2–0                   | Vòng loại FIFA World Cup 2022 | [ 38 ] |
| 34 | 31 tháng 3 năm 2021  | Sân vận động Wembley, London, Anh                       | 53   | Ba Lan               | 1–0     | 2–1                   | Vòng loại FIFA World Cup 2022 | [ 39 ] |
| 35 | 29 tháng 6 năm 2021  | Sân vận động Wembley, London, Anh                       | 58   | Đức                  | 2–0     | 2–0                   | UEFA Euro 2020                | [ 40 ] |
| 36 | 3 tháng 7 năm 2021   | Sân vận động Olimpico, Roma, Ý                          | 59   | Ukraina              | 1–0     | 4–0                   | UEFA Euro 2020                | [ 41 ] |
| 37 | 3 tháng 7 năm 2021   | Sân vận động Olimpico, Roma, Ý                          | 59   | Ukraina              | 3–0     | 4–0                   | UEFA Euro 2020                | [ 41 ] |
| 38 | 7 tháng 7 năm 2021   | Sân vận động Wembley, London, Anh                       | 60   | Đan Mạch             | 2–1     | 2–1 (s.h.p.)          | UEFA Euro 2020                | [ 42 ] |
| 39 | 2 tháng 9 năm 2021   | Puskás Aréna, Budapest, Hungary                         | 62   | Hungary              | 2–0     | 4–0                   | Vòng loại FIFA World Cup 2022 | [ 43 ] |
| 40 | 5 tháng 9 năm 2021   | Sân vận động Wembley, London, Anh                       | 63   | Andorra              | 2–0     | 4–0                   | Vòng loại FIFA World Cup 2022 | [ 44 ] |
| 41 | 8 tháng 9 năm 2021   | Sân vận động Quốc gia, Warszawa, Ba Lan                 | 64   | Ba Lan               | 1–0     | 1–1                   | Vòng loại FIFA World Cup 2022 | [ 45 ] |
| 42 | 12 tháng 11 năm 2021 | Sân vận động Wembley, London, Anh                       | 66   | Albania              | 2–0     | 5–0                   | Vòng loại FIFA World Cup 2022 | [ 46 ] |
| 43 | 12 tháng 11 năm 2021 | Sân vận động Wembley, London, Anh                       | 66   | Albania              | 4–0     | 5–0                   | Vòng loại FIFA World Cup 2022 | [ 46 ] |
| 44 | 12 tháng 11 năm 2021 | Sân vận động Wembley, London, Anh                       | 66   | Albania              | 5–0     | 5–0                   | Vòng loại FIFA World Cup 2022 | [ 46 ] |
| 45 | 15 tháng 11 năm 2021 | Sân vận động San Marino, Serravalle, San Marino         | 67   | San Marino           | 3–0     | 10–0                  | Vòng loại FIFA World Cup 2022 | [ 47 ] |
| 46 | 15 tháng 11 năm 2021 | Sân vận động San Marino, Serravalle, San Marino         | 67   | San Marino           | 4–0     | 10–0                  | Vòng loại FIFA World Cup 2022 | [ 47 ] |
| 47 | 15 tháng 11 năm 2021 | Sân vận động San Marino, Serravalle, San Marino         | 67   | San Marino           | 5–0     | 10–0                  | Vòng loại FIFA World Cup 2022 | [ 47 ] |
| 48 | 15 tháng 11 năm 2021 | Sân vận động San Marino, Serravalle, San Marino         | 67   | San Marino           | 6–0     | 10–0                  | Vòng loại FIFA World Cup 2022 | [ 47 ] |
| 49 | 26 tháng 3 năm 2022  | Sân vận động Wembley, London, Anh                       | 68   | Thụy Sĩ              | 2–1     | 2–1                   | Giao hữu                      | [ 48 ] |
| 50 | 7 tháng 6 năm 2022   | Allianz Arena, München, Đức                             | 71   | Đức                  | 1–1     | 1–1                   | UEFA Nations League 2022–23   | [ 49 ] |
| 51 | 26 tháng 9 năm 2022  | Sân vận động Wembley, London, Anh                       | 75   | Đức                  | 3–2     | 3–3                   | UEFA Nations League 2022–23   | [ 50 ] |
| 52 | 4 tháng 12 năm 2022  | Sân vận động Al Bayt, Al Khor, Qatar                    | 79   | Sénégal              | 2–0     | 3–0                   | FIFA World Cup 2022           | [ 51 ] |
| 53 | 11 tháng 12 năm 2022 | Sân vận động Al Bayt, Al Khor, Qatar                    | 80   | Pháp                 | 1–1     | 1–2                   | FIFA World Cup 2022           | [ 52 ] |
| 54 | 24 tháng 3 năm 2023  | Sân vận động Diego Armando Maradona, Napoli, Ý          | 81   | Ý                    | 2–0     | 2–1                   | Vòng loại UEFA Euro 2024      | [ 53 ] |
| 55 | 26 tháng 3 năm 2023  | Sân vận động Wembley, London, Anh                       | 82   | Ukraina              | 1–0     | 2–0                   | Vòng loại UEFA Euro 2024      | [ 54 ] |
| 56 | 17 tháng 6 năm 2023  | Sân vận động Quốc gia, Ta' Qali, Malta                  | 83   | Malta                | 3–0     | 4–0                   | Vòng loại UEFA Euro 2024      | [ 55 ] |
| 57 | 20 tháng 6 năm 2023  | Old Trafford, Manchester, Anh                           | 84   | Bắc Macedonia        | 1–0     | 7–0                   | Vòng loại UEFA Euro 2024      | [ 56 ] |
| 58 | 20 tháng 6 năm 2023  | Old Trafford, Manchester, Anh                           | 84   | Bắc Macedonia        | 7–0     | 7–0                   | Vòng loại UEFA Euro 2024      | [ 56 ] |
| 59 | 12 tháng 9 năm 2023  | Hampden Park, Glasgow, Scotland                         | 86   | Scotland             | 3–1     | 3–1                   | Giao hữu                      | [ 57 ] |
| 60 | 17 tháng 10 năm 2023 | Sân vận động Wembley, London, Anh                       | 87   | Ý                    | 1–1     | 3–1                   | Vòng loại UEFA Euro 2024      | [ 58 ] |
| 61 | 17 tháng 10 năm 2023 | Sân vận động Wembley, London, Anh                       | 87   | Ý                    | 3–1     | 3–1                   | Vòng loại UEFA Euro 2024      | [ 58 ] |
| 62 | 17 tháng 11 năm 2023 | Sân vận động Wembley, London, Anh                       | 88   | Malta                | 2–0     | 2–0                   | Vòng loại UEFA Euro 2024      | [ 59 ] |
| 63 | 3 tháng 6 năm 2024   | St James' Park, Newcastle upon Tyne, Anh                | 90   | Bosna và Hercegovina | 3–0     | 3–0                   | Giao hữu                      | [ 60 ] |
| 64 | 20 tháng 6 năm 2024  | Waldstadion, Frankfurt, Đức                             | 93   | Đan Mạch             | 1–0     | 1–1                   | UEFA Euro 2024                | [ 61 ] |
| 65 | 30 tháng 6 năm 2024  | Arena AufSchalke, Gelsenkirchen, Đức                    | 95   | Slovakia             | 2–1     | 2–1 (s.h.p.)          | UEFA Euro 2024                | [ 62 ] |
| 66 | 10 tháng 7 năm 2024  | Westfalenstadion, Dortmund, Đức                         | 97   | Hà Lan               | 1–1     | 2–1                   | UEFA Euro 2024                | [ 63 ] |
| 67 | 10 tháng 9 năm 2024  | Sân vận động Wembley, London, Anh                       | 100  | Phần Lan             | 1–0     | 2–0                   | UEFA Nations League 2024–25   | [ 64 ] |
| 68 | 10 tháng 9 năm 2024  | Sân vận động Wembley, London, Anh                       | 100  | Phần Lan             | 2–0     | 2–0                   | UEFA Nations League 2024–25   | [ 64 ] |
| 69 | 17 tháng 11 năm 2024 | Sân vận động Wembley, London, Anh                       | 103  | Cộng hòa Ireland     | 1–0     | 5–0                   | UEFA Nations League 2024–25   | [ 65 ] |

## Hat-trick
| # | Thời gian            | Địa điểm                                           | Đối thủ    | Ghi bàn                          | Kết quả | Giải đấu                      | Ref.   |
| - | -------------------- | -------------------------------------------------- | ---------- | -------------------------------- | ------- | ----------------------------- | ------ |
| 1 | 24 tháng 6 năm 2018  | Sân vận động Nizhny Novgorod, Nizhny Novgorod, Nga | Panama     | 3 (22' pen., 45+1' pen., 62')    | 6–1     | FIFA World Cup 2018           | [ 27 ] |
| 2 | 7 tháng 9 năm 2019   | Sân vận động Wembley, London, Anh                  | Bulgaria   | 3 (24', 49' pen., 73' pen.)      | 4–0     | Vòng loại UEFA Euro 2020      | [ 32 ] |
| 3 | 14 tháng 11 năm 2019 | Sân vận động Wembley, London, Anh                  | Montenegro | 3 (18', 24', 37')                | 7–0     | Vòng loại UEFA Euro 2020      | [ 36 ] |
| 4 | 12 tháng 11 năm 2021 | Sân vận động Wembley, London, Anh                  | Albania    | 3 (18', 33', 45+1')              | 5–0     | Vòng loại FIFA World Cup 2022 | [ 46 ] |
| 5 | 15 tháng 11 năm 2021 | Sân vận động San Marino, Serravalle, San Marino    | San Marino | 4 (27' pen., 31', 39' pen., 42') | 10–0    | Vòng loại FIFA World Cup 2022 | [ 47 ] |

## Thống kê
Tính đến 17 tháng 11 năm 2024
| Năm       | Trận | Bàn thắng |
| --------- | ---- | --------- |
| 2015      | 8    | 3         |
| 2016      | 9    | 2         |
| 2017      | 6    | 7         |
| 2018      | 12   | 8         |
| 2019      | 10   | 12        |
| 2020      | 6    | 0         |
| 2021      | 16   | 16        |
| 2022      | 13   | 5         |
| 2023      | 9    | 9         |
| 2024      | 14   | 7         |
| Tổng cộng | 103  | 69        |

| Giải đấu                   | Trận | Bàn thắng |
| -------------------------- | ---- | --------- |
| FIFA World Cup             | 11   | 8         |
| Vòng loại FIFA World Cup   | 14   | 17        |
| UEFA European Championship | 18   | 7         |
| Vòng loại UEFA Euro        | 21   | 23        |
| UEFA Nations League        | 23   | 6         |
| Giao hữu                   | 16   | 8         |
| Tổng cộng                  | 103  | 69        |

| Đối thủ              | Bàn thắng |
| -------------------- | --------- |
| San Marino           | 5         |
| Albania              | 4         |
| Bulgaria             | 4         |
| Đức                  | 4         |
| Malta                | 4         |
| Montenegro           | 4         |
| Pháp                 | 3         |
| Ý                    | 3         |
| Panama               | 3         |
| Ukraina              | 3         |
| Cộng hòa Séc         | 2         |
| Đan Mạch             | 2         |
| Phần Lan             | 2         |
| Kosovo               | 2         |
| Litva                | 2         |
| Bắc Macedonia        | 2         |
| Ba Lan               | 2         |
| Scotland             | 2         |
| Thụy Sĩ              | 2         |
| Tunisia              | 2         |
| Andorra              | 1         |
| Bosna và Hercegovina | 1         |
| Colombia             | 1         |
| Croatia              | 1         |
| Hungary              | 1         |
| Nigeria              | 1         |
| Cộng hòa Ireland     | 1         |
| Hà Lan               | 1         |
| Sénégal              | 1         |
| Slovakia             | 1         |
| Slovenia             | 1         |
| Thổ Nhĩ Kỳ           | 1         |
| Tổng cộng            | 69        |